# Alessandro Nunes
Alessandro Nunes (* 2. März 1982 in São Paulo, Brasilien) ist ein ehemaliger brasilianischer Fußballspieler.

## Karriere
Der 1,77 Meter große Stürmer begann seine Karriere 2002 beim Verein América Mineiro, er absolvierte 19 Ligaspiele und schoss zwei Tore. Er stand bis 2002 unter Vertrag. In den nachfolgenden Jahren stand er bei zwei Vereinen unter Vertrag, bis er 2004 beim Verein Fluminense FC unterschrieb und an 28 Ligaspielen teilnahm. Von 2005 bis 2008 und 2009 stand er beim Verein Tombense FC unter Vertrag, er bestritt jedoch keine Ligaspiele. Von 2005 bis 2008 stand er bei verschiedenen Vereinen als Leihe unter Vertrag. 2009 wurde er vom Verein Atlético Mineiro ausgeliehen, er absolvierte 16 Ligaspiele. Nach dem Jahr unterschrieb er einen Vertrag beim Verein Ipatinga FC, bei welchem er an 35 Ligaspielen teilnahm. 71 Ligaspiele bestritt er von 2011 bis 2013 beim Verein América FC (MG).

## Auszeichnungen
Ipatinga
- Torschützenkönig Série B: 2007